# Hans Zint
Hans Zint (Sztum, 15 settembre 1882 – Jelenia Góra, 1º marzo 1945) è stato un giurista e politico tedesco del Partito Socialdemocratico della Libera Città di Danzica.
Dal 1924 al 1936 fu presidente della Schopenhauer-Gesellschaft.

## Biografia
Hans Zint era figlio dell'ispettore scolastico distrettuale Bruno Zint e di sua moglie Elise, nata Schneider.
Frequentò il ginnasio a Marienburg e, dopo il diploma, studiò legge a Lipsia, Berlino, Monaco e Greifswald. Svolse il tirocinio da avvocato a Christburg, Elbing e Marienwerder. Conseguito il dottorato in legge, nel 1910 superò l'esame di perito con lode e nello stesso anno divenne giudice distrettuale a Danzica.
Dal 1914 al 1916 prestò servizio come tenente nella Prima guerra mondiale. Nel 1921 divenne giudice superiore a Danzica e nel 1922 fu nominato direttore del tribunale distrettuale. Nel 1930 si trasferì a Stettino come direttore del tribunale distrettuale e, nel 1932, a Breslau.
Dopo la presa del potere da parte dei nazionalsocialisti nel 1933, fu mandato in pensione su sua richiesta; si era infatti rifiutato di far issare la bandiera con la svastica sull'edificio del tribunale distrettuale. Fu portato in strada con la forza e insultato.
Hans Zint era un membro della SPD e fu eletto come candidato principale del Partito Socialdemocratico della Città Libera di Danzica nelle elezioni del 1920 per l'assemblea costituente locale. Tale data in seguito divenne la prima Festa del Popolo.
Nel settembre 1919 partecipò a Parigi alla conferenza delle potenze vincitrici sul trattato tra Danzica e la Polonia.
Dal gennaio 1928 all'aprile 1930 fu senatore pro tempore a Danzica.
Nel 1919 fu candidato al Reichstag nella circoscrizione 2 (provincia della Prussia occidentale), ma non fu eletto.
Nel 1916 divenne membro e nel 1924 presidente della Società Schopenhauer fondata da Paul Deussen nel 1911. Dal 1926 fu curatore dell'Annuario Schopenhauer, nel quale inserì alcune sue pubblicazioni.